# Lea Massari
Lea Massari, mitunter auch als Léa Massari ausgewiesen (* 30. Juni 1933 als Anna Maria Massatani in Rom; † 23. Juni 2025), war eine italienische Schauspielerin.

## Leben
Massari wuchs in ihrer Geburtsstadt Rom, Spanien und Frankreich auf, zuletzt in der Schweiz, wo sie zu Beginn der 1950er Jahre Architektur studierte. Nebenher arbeitete sie als Mannequin und kam durch die Vermittlung des Kostüm- und Szenenbildners Piero Gherardi zum Film.
Sie wirkte ab 1954 als zartes, verliebtes Mädchen in mehreren italienischen Filmen mit. Internationale Bekanntheit erlangte sie 1960 durch Michelangelo Antonionis Filmklassiker Die mit der Liebe spielen (Originaltitel: L’avventura) in der Rolle der verträumten Anna, die während eines Inselaufenthaltes spurlos verschwindet.
In den 1960er und 70er Jahren spielte Lea Massari in zahlreichen italienischen und französischen Produktionen, deren Handlung meist in der Welt des gehobenen Bürgertums angesiedelt war. Sie verkörperte darin überwiegend liebevolle Frauen. Später war sie auf die Rolle der verständnisvollen Mutter abonniert, so etwa in Louis Malles den Inzest thematisierenden Film Herzflimmern (1971), der internationales Aufsehen erregte. 1973 erhielt Massari für ihr Gesamtwerk einen Étoile de Cristal als beste ausländische Darstellerin. 1979 erhielt sie für ihre Nebenrolle in Francesco Rosis Oscar-nominiertem Film Christus kam nur bis Eboli den Nastro d’Argento des Sindacato Nazionale Giornalisti Cinematografici Italiani.
Lea Massari war 1975 Mitglied der Jury der Internationalen Filmfestspiele von Cannes. 1990 zog sie sich aus dem Filmgeschäft zurück und lebte mit ihrem Ehemann, einem ehemaligen Alitalia-Flugkapitän, mit dem sie bereits seit 1963 verheiratet war, in La Baule (Frankreich) und auf Sardinien.

## Filmografie (Auswahl)
- 1954: Verboten (Proibito)
- 1957: Träume in der Schublade (I sogni nel cassetto)
- 1958: Auferstehung
- 1960: Die mit der Liebe spielen (L’avventura)
- 1961: Wenn das Leben lockt (La giornata balorda)
- 1961: Der Koloß von Rhodos (Il colosso di Rodi)
- 1961: Das Leben ist schwer (Una vita difficile)
- 1962: Im Fahrstuhl fuhr der Tod (Le Monte-charge)
- 1962: Die vier Tage von Neapel (Le quattro giornate di Napoli)
- 1964: Cordoba (Llanto por un bandido)
- 1964: Die Hölle von Algier (L’Insoumis)
- 1965: Mädchen für die Soldaten (Le soldatesse)
- 1967: Die Verlobten (I promessi sposi, TV-Mehrteiler)
- 1968: Django – ich will ihn tot (Lo voglio morto)
- 1970: Die Dinge des Lebens (Les Choses de la vie)
- 1971: Herzflimmern (Le Souffle au cœur)
- 1972: Treibjagd (La Course du lièvre à travers les champs)
- 1972: Oktober in Rimini (La prima notte di quiete)
- 1973: Le Fils
- 1973: Die unbekannte Schöne (La femme en bleu)
- 1973: Ich – die Nummer eins (Le Silencieux)
- 1974: Die abgetrennte Hand (La Main à couper)
- 1974: Allonsanfan (Allonsanfàn)
- 1975: Angst über der Stadt (Peur sur la ville)
- 1976: Computer morden leise (L’Ordinateur des pompes funèbres)
- 1977: Antonio Gramsci - Die Jahre im Kerker (Antonio Gramsci: i giorni del carcere)
- 1977: Violette und François (Violette & François)
- 1978: Annas Begegnungen (Les Rendez-vous d’Anna)
- 1979: Christus kam nur bis Eboli (Cristo si è fermato a Eboli)
- 1984: Tödliche Angst (La Septième cible)
- 1986: Eine Frau in Venedig (Una donna a Venezia) (Fernseh-Mehrteiler)
- 1990: Eine Liebesreise (Viaggio d’amore)